# Коломийська дитяча музична школа № 1 імені Анатолія Кос-Анатольського
Коломийська дитяча музична школа № 1 імені Анатолія Кос-Анатольського (Коломийська ДМШ № 1) — навчальний заклад відділу культури міської ради міста Коломиї, в якому учні з 1-го по 8-й класи отримують початкову музичну освіту. Учні навчаються за такими спеціальностями: фортепіано, скрипка, вокал, гітара, баян, акордеон, цимбали, бандура, кларнет, саксофон, труба, флейта, сопілка.
Ім'я композитора Анатолія Кос-Анатольського Коломийській музичній школі № 1 присвоїли у 2018 році.

## Історія
10 жовтня 1903 року для всебічної музичної освіти української молоді у Львові заснували «Вищий музичний інститут». Першим її керівником став український громадсько-політичний діяч, композитор і педагог — Анатоль Вахнянин. Коли у Львові створили Музичне товариство імені Миколи Лисенка інститут перейшов під його керівництво і з 1907 року став називатися «Вищий музичний інститут імені Миколи Лисенка». У 1928 році затвердили статут філії «Львівського Вищого музичного інституту ім. Миколи Лисенка», у якому зазначалося, що Вищий музичний інститут має на меті дати своїм учням всебічну музичну освіту, відповідно до програм європейських консерваторій. Випускники інституту ставали професійними музикантами, а їх звітні річні концерти ставали подією міста.
У 1920 році до Коломиї разом з дружиною приїхав уродженець Снятина, скрипаль — Роман Рубінгер (1893—1964). Оскільки в Коломиї музичної школи не було, діти навчалися музики приватно. Тому Роман Рубінгер активно приєднався до культурно-мистецького життя міста, почав навчати дітей грати на скрипці, контрабасі, віолончелі, навчав основ сольфеджіо.
Роман Рубінгер став співзасновником Коломийського Українського педагогічного товариства «Рідна школа», на основі якого постала приватна жіноча гімназія та Вчительський семінар. У цих закладах були сформовані хори та камерний оркестр.
Згодом Романа Рубінгера прийняли на посаду викладача скрипки в Учительському семінарі з 4-річним курсом навчання, які після шкільної реформи 1869 року були єдиними закладами освіти для підготовки вчителів початкових шкіл Українського педагогічного товариства «Рідна школа» відкритого в приміщенні «Народного дому». Крім скрипки він вчив грати на альті, віолончелі, контрабасі, а з учениць семінару створив камерний оркестр, який пізніше розрісся до симфонічного оркестру в Коломиї, в якому уже брали участь також учні чоловічої та жіночої гімназій. Одночасно керував хором у супроводі оркестру. Щонеділі хор співав Літургію в українській церкві, послухати яку приходили і поляки.
Керівництво музичного інституту прагнуло поширити свій вплив на рівень розбудови національної музичної освіти в усій Галичині, тому почало створювати ряд філій у більших містах. Появилися ряд філій інституту в Стрию (1913), Станіславі (1921), Дрогобичі (1923), Перемишлі (1924), Тернополі (1928).
У 1927 році така філія Вищого музичного інституту була створена і в Коломиї. Вона стала важливим центром музичного життя в Коломиї. 6 лютого цього ж року відбулися перші загальні збори, на яких директором коломийської філії обрали Романа Рубінгера. Роман Рубінгер вів клас скрипки, викладав теорію музики. Анастасія Гіссовська викладала теоретичні дисципліни, Яків Козарук — гармонію, та гру на віолончелі, Ірина Сатурська — гру на фортепіано. Наприкінці травня 1929 року у залі Народного дому були організовані збори передової громадськості міста, за присутності доктора музикознавства (1908), дійсного члена НТШ — Станіслава Людкевича.
Крім виховання музичної еліти, важливим напрямом діяльності філій було видання методичної літератури, музичних підручників та збірників пісень. Результати діяльності філій контролювали інспектори Вищого музичного інституту Станіслав Людкевич та Василь Барвінський.
Крім роботи у Коломийській філії Вищого музичного інституту, Роман Рубінгер керував хором Коломийської української чоловічої гімназії та хором «Коломийський Боян». У «Коломийському Бояні» він познайомився з Романом Ставничим: Рубінгер став диригентом симфонічного оркестру, Ставничий — диригентом хору. У 1928—1929 н. р. об'єднаний двохсотголосий хор та гімназійний симфонічний оркестр під керуванням Романа Рубінґера вперше виконали в Коломиї «Заповіт» Михайла Вербицького.
Хор та оркестр давали багато концертів, виконували твори Гріга, Бетовена, Вагнера, Мендельсона, Шуберта, Бізе, кантати Миколи Лисенка «Б'ють пороги», «Радуйся, ниво неполитая» та інші твори. Була поставлена опера Миколи Лисенка «Ноктюрн», що була написана у 1911 році.

## Музичні колективи
1. Естрадно-симфонічний оркестр викладачів і учнів (керівник Богдан Іванчук).
2. Дитячий оркестр народної музики (керівник Анжела Микитюк).
3. Ансамбль скрипалів старших класів (керівник Н.Кучірка).
4. Ансамбль скрипалів молодших класів (керівник Ю.Кобюк).
5. Камерний оркестр викладачів (керівники Богдан Іванчук і Любомир Лехник).
6. Ансамбль бандуристів (керівники Оксана Рудик і Оксана Хім'як)
7. Естрадний оркестр (керівник Кобюк Л.К).

Найбільшими заходами, які щорічно відбуваються в Народному Домі міста Коломиї, були: концерт до Шевченківських днів (березень), щорічний Звіт ДМШ № 1 (березень) і Фестиваль імені Анатолія Кос-Анатольського (грудень).